# Pedro de Sotomayor
Pedro de Sotomayor (né en 1511 à Cordoue - † 22 octobre 1564 à Salamanque) était un théologien dominicain espagnol.

## Biographie
Originaire de Cordoue, il est fils des marquis de Pinto y Carracena. Il entre dans l'ordre dominicain au couvent de San Pablo de Cordoue. Il part étudier au couvent de San Gregorio de Valladolid (ca. 1535-1540), où il eut pour maîtres Bartolomé Carranza et Melchor Cano. Il est très probable qu'il fit une partie de ses études théologiques ensuite à San Esteban. Il commença par enseigner sur une chaire mineure à Salamanque ou Valladolid, avant de présenter à la chaire de vêpres de la faculté de théologie de Salamanque, après la mort de Juan Gil de Nava en février 1651. Il obtint la chaire et y enseigna presque dix ans (1551-1560). Le 16 décembre 1560, il obtint la chaire de prime, comme successeur de Domingo de Soto. Sa mort prématurée en 1564 interrompit ce magistère. Ses manuscrits ont été beaucoup utilisés et loués par ses successeurs, en particulier par Domingo Báñez.

## Manuscrits
- Sotomayor, Pedro de, Commentaria in primam partem Divi Thomae [usque ad q. 97] (Cathedra primaria salmantina, s. XVII), pos. Henricus Ruth (conventus Sancti Quintini OP), Bourges BM, Ms. 111, 555 f.
- Sotomayor, Pedro, Commentaria in Iam-IIae D. Thomae, Cod. Vat. lat. 4634